# 分配係数
分配係数（ぶんぱいけいすう、英: partition coefficient）とは、化学物質の疎水性や移行性を表す指標となる無次元数である。対象とする物質が、ある2つの相の接した系中で平衡状態にある場合を対象として、各相の濃度比またはその常用対数で示す。

## 概要

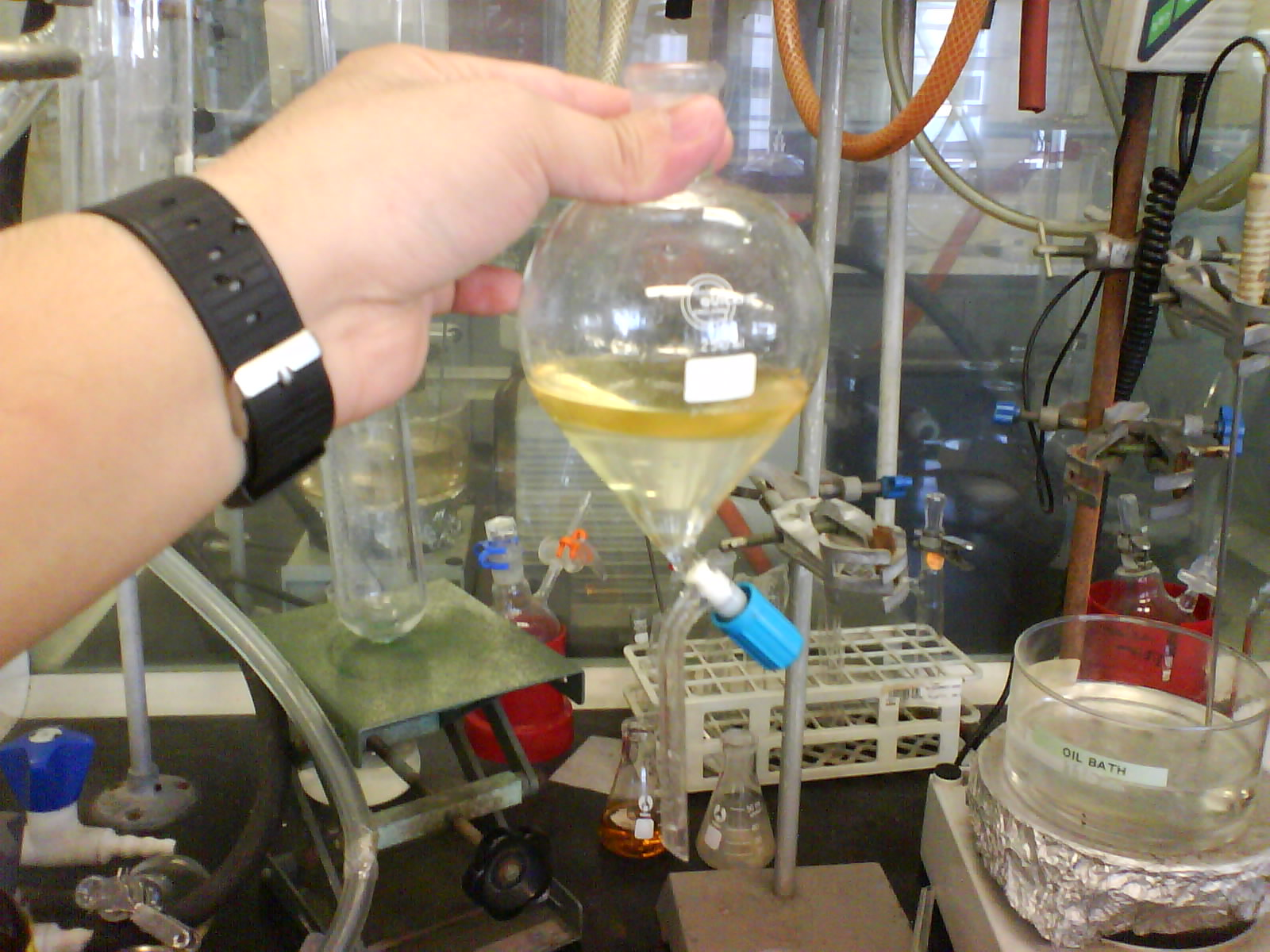
分液の様子。上層がジエチルエーテルによる有機層、下層が水層

水と油のように混じり合わない2種類の液体を同じ容器に入れ、カフェインのようなどちらの液体にも溶ける第3の物質を加えてよく振ると、両方の液体中のカフェイン濃度の比は最初に加えた量にかかわらず一定となる。このときの濃度比を、対象となる物質の分配係数という。実際には、水と油のような液体同士の場合以外に、固体と液体の場合でも分配係数は求められる。
用いる2相が水と油の場合、分配係数は対象物質の水へのなじみにくさ（疎水性）を示す数値となる。疎水性は、薬や毒などの化学物質が生物の体内や自然環境中でどのようにはたらくかを考えるときに重要な要素となるため、多くの物質について分配係数が調べられている。特に、後述するオクタノール/水分配係数 log Pow は、化学物質を規制する法律等でも参考とされる数値になっており、国際的な測定方法が定められている。現在では計算機化学の発展により、実際に測定しなくてもコンピュータで計算して分配係数が予測できるようになりつつある。
カフェインの水中の化学ポテンシャルを μw とし、カフェインの活量を aw とすると、
{\displaystyle \mu _{\mathrm {w} }=\mu _{\mathrm {w} }^{\circ }+RT\ln a_{\mathrm {w} }}
一方、カフェインのオクタノール中の化学ポテンシャルを μo とし、カフェインの活量を ao とすると、
{\displaystyle \mu _{\mathrm {o} }=\mu _{\mathrm {o} }^{\circ }+RT\ln a_{\mathrm {o} }}
ただし、R は気体定数、T は熱力学温度で、{\displaystyle \mu ^{\circ }}は標準状態における化学ポテンシャルである。蒸気を考えないことにし、両者は水油界面で平衡状態に達しているとすると、これらの化学ポテンシャルは等しい（μw = μo）ので、
{\displaystyle \mu _{\mathrm {w} }^{\circ }-\mu _{\mathrm {o} }^{\circ }=RT\ln(a_{\mathrm {o} }/a_{\mathrm {w} })}
よって、分配係数 log P は以下になる：
{\displaystyle \log P=\log {\frac {C_{\mathrm {o} }}{C_{\mathrm {w} }}}\sim \log {\frac {a_{\mathrm {o} }}{a_{\mathrm {w} }}}={\frac {\Delta \mu ^{\circ }}{2.303RT}}\quad (\Delta \mu ^{\circ }=\mu _{\mathrm {w} }^{\circ }-\mu _{\mathrm {o} }^{\circ })}
従って、log P は水相、油相での濃度に関係なく一定になる。
ちなみに、μw○と、μo○はともにカフェイン100%の化学ポテンシャルを意味するため、理想溶液であるならば同じ値となる。しかしながら、それぞれ水およびオクタノールの希薄溶液においてヘンリーの法則が成り立つ範囲の曲線を100%に補外して求まるものに相当する。いずれもカフェインとの相互作用のないラウールの法則に従う理想溶液にはならないだろうから両者は一致しないと思われる。つまり、この理想溶液からのずれが、様々な化合物の分配係数を決定づけているのである。
水とオクタノールが接するとき水相には8×10-3%のオクタノール，オクタノール相には20%の水が含まれるが，薬物濃度が十分希薄でない場合にはternary phase diagramの上でこの比率が変化する．(https://web.viu.ca/krogh/chem331/OCTANOL%20WATER%202010.pdf)

## 定義
分配係数は対象となる物質と、分配先の2相の組成で決定される数値で、温度に依存する。対象とする2相は三態のいずれの組み合わせの場合も取り扱われる。
2相中の濃度比をそのまま表す場合は一般的に記号 Kd が用いられる。Kd は土壌中での放射性物質の移動、クロマトグラフィーでの固定相・移動相間の分配など、固-液系での場合に使用されることが多い。 
一方、生体内での物質挙動など、液-液系を対象とする場合は、Kd の常用対数である log P や log D であらわす。どちらも「分配係数」と呼ばれるが、log P (partition coefficient) は対象物質の電離を無視した数値であり、一方 log D (distribution coefficient)　は電離を考慮して log P に酸解離定数 (pKa) などを加味した値であるため、数値が異なる。
最も広く使用されている分配係数は、溶媒としてn-オクタノールと水を用いたオクタノール/水分配係数 であり、特に強調したい場合は Octanol / Water を意味する添字をつけ log Pow と表記される。log Pow は物質の親水性・疎水性を判断する基礎的な数値として用いられ、医薬品の吸収率や生物学的利用能、薬物受容体との疎水的相互作用のモデル化、土壌や地下水中での移動予測などに利用されている。日本においては2003年に新規化学物質の試験項目として追加された。

## 試験方法

### フラスコ振盪法
最も古典的で信頼できる分配係数の算出方法は、対象物質と2種類の溶媒を実際にフラスコに入れ、よく振りまぜる方法である。フラスコ振盪法によるオクタノール/水分配係数の測定法は、「OECD Test Guideline 107」
や「JIS Z7260-107」によって標準的な方法が詳しく定められており、log Pow が -2 から 4 （場合によっては5）までの試料に適用できる。
大まかな手順としては、よく精製した水とオクタノールを24時間以上混合してそれぞれ飽和させ、十分に精製した測定対象物質と共にフラスコに取り温度を保ってよく振盪する。遠心分離器にかけ完全に相分離させたら、それぞれの相に含まれる試料量を物質に適した機器分析によって定量する。紫外・可視・近赤外分光法などの分光法、ガスクロマトグラフィーや高速液体クロマトグラフィー、特に金属元素を含む試料では放射性同位体を用いて線量測定するなどの方法が用いられる。オクタノール中の濃度 Co と水中の濃度 Cw をそれぞれ求め、濃度比 Pow = Co / Cw またはその常用対数 log Pow を分配係数とする。
フラスコ振盪法は、物質の化学構造が未知の場合でも使用できるため適用範囲が広い。反面、平衡に達するまでに長い時間を要し、両方の溶媒に完全に溶解する物質にしか適用できないという欠点がある。

### HPLC法
高速液体クロマトグラフィー (HPLC) を用いた分配係数の求め方は「OECD Test Guideline 117」に規定されており、log Pow が 0 から 6 までの試料に適用できる。
HPLCの固定相にはODS などのアルキル基で修飾したシリカゲル（逆相カラム）を、移動相には水を使用する。試料は固定相（アルキル基）と移動相（水）間で分配しながら移動していくため、HPLC での保持時間と log P の間には強い相関がある。したがって、分配係数が既知の物質であらかじめ保持時間と log P の相関を調べておけば、調べたい物質の保持時間を測定することで log P を推測できる。
HPLC法では、既知物質のデータさえ揃っていればフラスコ振盪法にくらべはるかに迅速に分配係数を決定でき、不純物等の影響も少ない。一方、水への溶解度が低いものやカラム担体と反応するもの、錯体など測定中に分解する可能性があるものには適用できないため、予めおよその化学構造や物性がわかっている必要がある。また、分配係数は既知試料データからの回帰分析によって算出するため、分配係数が既知の複数の物質が必要なこと、構造が大きく異なる化合物では相関係数が異なるため、比較しにくいことなどが欠点である。

## 予測方法
分配係数は、実際に測定しなくても定量的構造活性相関アルゴリズムを用いた計算によって求めることができる。ドラッグデザインとの関わりもあってケモインフォマティクスにおける重要な研究領域のひとつとなっている。
フラグメント法では、ある分子の分配係数を、その分子の部分構造ごとの分配係数の総和によって計算する。ベンゼンや安息香酸に置換基Rを導入した誘導体について水-オクタノール分配係数log PR を計測し、これを無置換体の分配係数log PH と比較すると、ハメットの電子的性質の置換基定数σと同様に加成性が成立する。そこで、HanschとLeoの疎水性置換基定数はπ = log PR - log PH で定義される。例えば、メチル基0.50、エチル基1.02、プロピル基1.45、イソプロピル基1.22などである。さらにこれらを比較するとメチレン1個の疎水性を算出することができる。このようにフラグメント法は、置換基定数法をさらに細かいフラグメントに分割する試みである。フラグメントの連結によっては構造の込み合いのため、単純な加成性が成立しないが、これは今日では溶媒接触表面(ASA)の違いを反映しているものと推定できる。構造の込み合いを補正するf項、さらに環構造についての補正項などを用いて計算する体系がLeoのフラグメント推算法である。つまり、手計算で以下のデータマイニング（すなわち、非線形性をパターン認識で処理を分岐する手法）をしていることに他ならない。
データマイニング法では、サポートベクターマシン・ニューラルネットワーク・決定木などを用いて、化学構造が近く分配係数が既知の化合物で学習させることで、目的化合物の分配係数を求める。
概要で示したように、分配係数の熱力学的根拠は分子と溶媒との相互作用の違いに起因する。そこで、それぞれの溶媒との相互作用に伴う化学ポテンシャルの差を求めることで理論的に分配係数を求めることが期待される。まず、半経験的分子軌道法計算プログラムMOPACの1990年頃のバージョンにおいて溶媒の連続体近似により、誘電率を与えることで分子構造の立体エネルギーの計算から化学ポテンシャルを算出、ここから水の誘電率で計算したものを引けばΔμに相当する数値が得られるとされたCOSMO法近似がよい成績を出した。理論的な推算手法に対しては、この時期から現実的有用性が認知されるようになった。またその頃パソコンでもまともなパフォーマンスが得られるようになったため、非経験的分子軌道法 (ab initio MO) 計算や密度汎関数 (DFT) 計算の利用が大幅に拡大したが、これに伴って精度の高い分配係数計算が可能となりつつある。詳細は、MOPAC、Gaussian、GAMESSや市販のプログラムについて検討されたい。フラグメント法やその他に提案されているデータマイニング手法との違いは、理論計算では立体構造（コンフォメーション）の多様性について統計力学的に処理する必要性があることだろう。